# 촌티콤 웰컴 투 가오리
촌티콤 웰컴 투 가오리는 대한민국의 KNN 부산경남방송에서 자체 제작·방영한 시트콤 이었다.

## 수상 경력
- 제39회(2012년) 한국방송대상 장편드라마부문 작품상

## 같이 보기
- 전원일기 (MBC)
- 대추나무 사랑 걸렸네 (KBS 1TV)
- 산 너머 남촌에는 (KBS 1TV)